# Trattato sulle forze armate convenzionali in Europa
Il trattato per la riduzione e la limitazione delle forze armate convenzionali in Europa chiamato anche Trattato CFE (in inglese: Treaty on Conventional Armed Forces in Europe oppure CFE Treaty) è un accordo firmato a Parigi il 19 novembre 1990 dai 22 paesi membri della NATO e dai paesi membri dell'ex-Patto di Varsavia e stabilisce un accordo di sostanziale equilibrio fra armi convenzionali e armamenti tra paesi dell'est e paesi dell'ovest europeo.
La versione originaria del trattato CFE (che ha durata illimitata) entrò in vigore nel 1992. In seguito al dissolvimento del Patto di Varsavia e all'allargamento della NATO negli anni Novanta i 30 stati firmarono il cosiddetto "Adaptation Agreement" in occasione del summit dell'OSCE tenutosi ad Istanbul il 19 novembre 1999.

## Storia
Questo trattato si collocò come uno degli elementi della politica sul disarmo che iniziò negli anni settanta e che si era conclusa in quella decade con l'importante trattato conosciuto con l'acronimo SALT II. Si trattava di un accordo fra Stati Uniti e l'Unione Sovietica, sulla limitazione delle armi strategiche, e firmato a Vienna il 18 giugno 1979 dal presidente statunitense Jimmy Carter e dal Segretario generale del PCUS Leonid Il'ič Brežnev. Questo nuovo trattato non ebbe i risultati sperati poiché Mosca dislocò nuovi missili nella parte europea dell'URSS e il Congresso statunitense non ratificò il documento.
Negli anni ottanta ripresero dunque i negoziati e dopo svariati tentativi il 6 marzo 1989 iniziarono i negoziati a Vienna, nel quadro della Conferenza sulla sicurezza e la cooperazione in Europa (CSCE), che portarono alla firma del trattato sulle forze armate convenzionali in Europa il 19 novembre 1990.
Il trattato entrò in vigore il 17 luglio 1992, ed era stato previsto una data limite (17 novembre 1995) entro la quale ogni Stato firmatario avrebbe limitato o eliminato gli armamenti previsti dal trattato. Il crollo dell'Unione sovietica nel 1991 ha comportato una revisione del trattato che ha avuto luogo con la conferenza di Oslo del 5 giugno 1992. Nonostante gli accordi alcuni problemi erano stati sottostimati come ad esempio le conseguenze economiche. I nuovi Stati dell'ex blocco sovietico non vedevano di buon occhio utilizzare parte delle loro già scarse risorse economiche per distruggere armi. Come anche il desiderio da parte della Russia di utilizzare le armi a sua disposizione per risolvere la crisi cecena.

## Contenuto del trattato
La versione originaria del trattato CFE stabiliva dei limiti riguardanti le armi convenzionali necessarie per condurre attacchi di sorpresa o per effettuare operazioni offensive di larga scala, i limiti riguardano tutta l'area chiamata ATTU, acronimo di Atlantic-to-the-Urals (dall'Atlantico agli Urali).
Gli armamenti limitati comprendono: carri armati, veicoli corazzati e pezzi di artiglieria, così come aerei da guerra (esclusi i mezzi aerei navali) ed elicotteri da attacco. Oltre a limitazioni sul numero di mezzi per ogni tipologia il trattato stabilisce dei limiti di dislocamento "centrale" dei mezzi per evitare concentrazioni di forze "destabilizzanti" sul territorio europeo così come dei limiti di dislocamento ai confini dell'area ATTU (il cosiddetto Flank Agreement del maggio 1996).
Mentre la versione originaria del trattato CFE stabiliva un tetto al quantitativo di armamenti posseduto da ogni Stato la nuova versione (Adapted Treaty) stabilisce dei limiti per quanto riguarda le armi presenti sul territorio di ogni stato. Il trattato prevede e regolamenta inoltre i meccanismi di accesso per eventuali nuovi Stati, regimi di controllo e trasparenza e impegna i firmatari ad onorare gli impegni pendenti.

## Paesi firmatari e area coinvolta
Il Trattato CFE riguarda l'intero territorio dell'Europa, dall'Atlantico agli Urali (ATTU), esclude quindi gli Stati Uniti, Canada e buona parte della Russia, tutti e tre i paesi sono firmatari sia della prima versione del trattato sia delle successive variazioni che vincola le forze convenzionali presenti sul territorio europeo di tutti e tre paesi.
I 30 paesi firmatari sono:
| 1. Armenia 2. Azerbaigian 3. Belgio 4. Bielorussia 5. Bulgaria 6. Canada 7. Danimarca 8. Francia 9. Georgia 10. Germania | 1. Grecia 2. Islanda 3. Italia 4. Kazakistan 5. Lussemburgo 6. Moldavia 7. Norvegia 8. Paesi Bassi 9. Polonia 10. Portogallo | 1. Regno Unito 2. Repubblica Ceca 3. Romania 4. Russia 5. Slovacchia 6. Spagna 7. Stati Uniti d'America 8. Turchia 9. Ucraina 10. Ungheria |

## Gruppo Consultivo Congiunto
Il Gruppo Consultivo Congiunto (in inglese, Joint Consultative Group - JCG), è un organo collegiale degli Stati parte che tratta questioni riguardanti l’osservanza del Trattato. 
Esso si riunisce con cadenza mensile a Vienna presso la sede dell'Organizzazione per la sicurezza e la cooperazione in Europa della quale costituisce organo connesso.
Costituito e disciplinato ai sensi dell'art. XVI del Trattato, il Gruppo ha lo scopo di:
- favorire il raggiungimento degli obiettivi e l'adempimento delle disposizioni;
- risolvere ambiguità e differenze interpretative;
- prendere in considerazione misure che possano migliorare la funzionalità e l'efficacia del Trattato (se di livello tecnico-amministrativo può approvarle direttamente diversamente devono essere approvate da tutti gli Stati parte, combinato disposto artt. XVI comma 5 e XX);
- esaminare le eventuali controversie che scaturiscono dall'applicazione del Trattato;
- elaborare o rivedere, secondo necessità, le norme di procedura, i metodi di lavoro e la ripartizione degli oneri dello stesso Gruppo, degli eventi correlati e delle ispezioni fra due o più Stati Parte;
- garantire che le informazioni ottenute attraverso gli scambi di informazioni fra gli Stati Parte e le attività ispettive siano usate esclusivamente ai fini del Trattato, prendendo in considerazione le particolari esigenze di ciascuno con riferimento alla salvaguardia delle informazioni sensibili;
- prendere in esame la richiesta di convocazione di conferenza straordinaria degli Stati parte (in aggiunta a quelle ordinarie con cadenza quinquennale, di cui all'art. XXI 1 comma);

Il Gruppo Consultivo Congiunto adotta decisioni e formula raccomandazioni per consenso, cioè in assenza di qualunque obiezione da parte di qualsiasi Stato Parte.

## CFE-II
| Stato Parte | Carri armati | Veicoli corazzati da combattimento | Veicoli corazzati da combattimento | Veicoli corazzati da combattimento | Pezzi d’artiglieria | Aerei da combattimento | Elicotteri d’attacco |
| Stato Parte | Carri armati | Totale                             | AIFV e HACV                        | HACV                               | Pezzi d’artiglieria | Aerei da combattimento | Elicotteri d’attacco |
| --- | ------------ | ---------------------------------- | ---------------------------------- | ---------------------------------- | ------------------- | ---------------------- | -------------------- |
| Repubblica di Armenia | 220          | 220                                | 135                                | 11                                 | 285                 | 100                    | 50                   |
| Repubblica di Azerbaigian | 220          | 220                                | 135                                | 11                                 | 285                 | 100                    | 50                   |
| Repubblica di Bielorussia | 1.800        | 2.600                              | 1.590                              | 130                                | 1.615               | 294                    | 80                   |
| Regno del Belgio | 300          | 989                                | 600                                | 237                                | 288                 | 209                    | 46                   |
| Repubblica di Bulgaria | 1.475        | 2.000                              | 1.100                              | 100                                | 1.750               | 235                    | 67                   |
| Canada | 77           | 263                                | 263                                | 0                                  | 32                  | 90                     | 13                   |
| Repubblica Ceca | 957          | 1.367                              | 954                                | 69                                 | 767                 | 230                    | 50                   |
| Regno di Danimarca | 335          | 336                                | 210                                | 17                                 | 446                 | 82                     | 18                   |
| Repubblica Francese | 1.226        | 3.700                              | 1.983                              | 535                                | 1.192               | 800                    | 374                  |
| Repubblica di Georgia | 220          | 220                                | 135                                | 11                                 | 285                 | 100                    | 50                   |
| Repubblica Federale di Germania | 3.444        | 3.281                              | 3.281                              | 80                                 | 2.255               | 765                    | 280                  |
| Repubblica Ellenica | 1.735        | 2.498                              | 1.599                              | 70                                 | 1.920               | 650                    | 65                   |
| Repubblica d'Islanda | 0            | 0                                  | 0                                  | 0                                  | 0                   | 0                      | 0                    |
| Repubblica Italiana | 1.267        | 3.172                              | 1.970                              | 0                                  | 1.818               | 618                    | 142                  |
| Repubblica del Kazakistan | 50           | 200                                | 0                                  | 0                                  | 100                 | 15                     | 20                   |
| Granducato del Lussemburgo | 0            | 0                                  | 0                                  | 0                                  | 0                   | 0                      | 0                    |
| Repubblica di Moldavia | 210          | 210                                | 130                                | 10                                 | 250                 | 50                     | 50                   |
| Regno di Norvegia | 170          | 275                                | 181                                | 0                                  | 491                 | 100                    | 24                   |
| Regno dei Paesi Bassi | 520          | 864                                | 718                                | 0                                  | 485                 | 230                    | 50                   |
| Repubblica di Polonia | 1.730        | 2.150                              | 1.700                              | 107                                | 1.610               | 460                    | 130                  |
| Repubblica Portoghese | 300          | 430                                | 267                                | 77                                 | 450                 | 160                    | 26                   |
| Regno Unito di Gran Bretagna e Irlanda del Nord | 843          | 3.017                              | 1.335                              | 200                                | 583                 | 855                    | 350                  |
| Repubblica di Romania | 1.375        | 2.100                              | 552                                | 72                                 | 1.475               | 430                    | 120                  |
| Federazione Russa | 6.350        | 11.280                             | 7.030                              | 574                                | 6.315               | 3.416                  | 855                  |
| Repubblica Slovacca | 478          | 683                                | 476                                | 34                                 | 383                 | 100                    | 40                   |
| Regno di Spagna | 750          | 1.588                              | 1.228                              | 191                                | 1.276               | 310                    | 80                   |
| Stati Uniti d'America | 1.812        | 3.037                              | 2.372                              | 0                                  | 1.553               | 784                    | 396                  |
| Repubblica di Turchia | 2.795        | 3.120                              | 1.993                              | 93                                 | 3.523               | 750                    | 130                  |
| Ucraina | 4.080        | 5.050                              | 3.095                              | 253                                | 4.040               | 1.090                  | 330                  |
| Repubblica d'Ungheria | 835          | 1.700                              | 1.020                              | 85                                 | 840                 | 180                    | 108                  |
| Su sfondo navy e testo in bianco sono indicati i paesi facenti parte della NATO al 1990. Su sfondo purple e testo in bianco sono indicati i paesi che nel 1990 facevano parte del Patto di Varsavia e che il 12 marzo 1999 (prima della revisione) sono entrati nella NATO. Su sfondo blue e testo in bianco sono indicati i paesi che nel 1990 facevano parte del Patto di Varsavia e sono entrati nella NATO dopo la revisione del CFE del 1999. |              |                                    |                                    |                                    |                     |                        |                      |

Legenda (riferita al CFE del 1990)
- I tipi esistenti di carri armati (battle tanks) sono i seguenti: AMX-30, Centurion, Challenger, Chieftain, Leopard 1, Leopard 2, M1 Abrams, M41 Walker Bulldog, M47 Patton, M48 Patton, M60 Patton, M24 Chaffee, T-34, T-54/55, T-62, T-64, T-72, T-80, TR-580, TR-85
- I tipi esistenti di veicoli corazzati da combattimento (armoured combat vehicles) sono i seguenti:
  - Veicoli corazzati da trasporto truppa (Armoured Personnel Carriers - APC): YPR-765, BTR-40, AMX-13 VTT, BTR-152, M113, BTR-50, M75, BTR-60, Spartan OT-62 (Topas), Grizzly, OT-64 (Skot), Tpz-1 Fuchs OT-90, VAB, FUG D442, M59, BTR-70, Leonidas BTR-80, VCC1, BTR-D, VCC2, TAB-77, Saxon, OT-810, AFV 432, PSZH D-944, Saracen, TABC-79, Humber, TAB-71, BDX, MLVM, BMR-600, MT-LB, Chaimite V200, V150S, EBR-ETT, M3A1, YP 408, BLR, VIB, LVTP-7, 6614/G
  - Veicoli corazzati da combattimento di fanteria (Armoured Infantry Fighting Vehicles - AIFV): AFV-432 Rarden, AMX-10P, BMD-1, BMD-2, BMP-1/BRM-1, BMP-2, BMP-23, BMP-3, M2/M3 Bradley, Marder, MLI-84, NM-135, Warrior, YPR-765 (25mm)
  - Veicoli da combattimento ad armamento pesante (Heavy Armament Combat Vehicles - HACV): AMX 10-RC, AMX-13, BMR-625-90, Commando V 150, EBR-75 Panhard, ERC 90 Sagaye, ISU-152, JPK-90, M-24, PT-76, Saladin, Scorpion, SU 100, SU 76
- I tipi esistenti di aereo da combattimento (combat aircraft) sono i seguenti: A-10, A-7, AlphaJetA, AMX, Buccaneer, Canberra, Draken, F-102, F-104, F-111, F-15, F-16, F-18, F-4, F-5, F-84, G-91, Harrier, Hunter, IAR-93, IL-28, Jaguar, Lightning, MB-339, MiG-15, MiG-17, MiG-21, MiG-23, MiG-25, MiG-27, MiG-29, MiG-31, Mirage 2000, Mirage F1, Mirage III, Mirage IV, Mirage V, Su-15, Su-17, Su-20, Su-22, Su-24, Su-25, Su-27, Tornado, Tu-128, Tu-16, Tu-22, Tu-22M, Yak-28
- I tipi esistenti di elicotteri d'attacco (attack helicopters) sono i seguenti:
  - Elicotteri specializzati d'attacco (Specialised Attack Helicopters): A-129 Mangusta, AH-1 Cobra, AH-64 Apache, Mi-24
  - Elicotteri d'attacco multiruolo (Multi-Purpose Attack Helicopters): A-109 Hirundo, Alouette III, BO-105/PAH-1, Fennec AS 550 C-2, Gazelle, JAR-316, Lynx, Mi-8, Mi-8/Mi-17, OH-58 Kiowa/AB-206/CH-136, Scout, Wessex

## Sospensione del trattato
Il 26 aprile 2007 Putin minacciò una moratoria del trattato e in seguito, nel corso della Conferenza straordinaria degli stati firmatari tenutasi a Vienna dall'11 al 15 giugno 2007, richiese una riformulazione del trattato. Le sue richieste non furono accettate e Putin, il 14 luglio 2007, emise un decreto per la sospensione degli obblighi derivanti dal trattato effettivo 150 giorni dopo l'emissione (ovvero il 12 ottobre 2007) dichiarando il decreto una misura derivante da "circostanze straordinarie (...) che coinvolgono la sicurezza della Federazione Russa e richiedono misure immediate" e notificando l'annuncio tramite un memorandum inviato ai Paesi Bassi e rivolto alla NATO.

## Paesi fuoriusciti dal trattato
Il 29 maggio 2023 il presidente Vladimir Putin ha firmato e promulgato la legge per l'uscita della Federazione Russa dal trattato a seguito delle procedure parlamentari avviate il 10 maggio.